# Walborg och Karin Jota
Walborg och Karin Jota, döda efter 1350, var möjligen Sveriges första kvinnliga nämndemän.
Enligt legenden ska dessa båda kvinnor ha inkallats till ämbetet av häradshövdingen i Värmland. Efter digerdöden i Sverige  1350, då häradshövdingen skulle återinkalla häradstinget, som enligt regel skulle ha tolv ledamöter, fanns det inte kvar mer än tio medlemmar. Walborg från Nordmarkshyttan och Karin Jota från Kallhyttan kallades då in för att fylla de två sista platserna. Häradshövdingen ska ha haft förtroende för dem och ofta både tillfrågat dem och lytt deras råd.     